# André Göransson
André Göransson (* 30. dubna 1994 Räng, Skåne) je švédský profesionální tenista, deblový specialista. Ve své dosavadní kariéře na okruhu ATP Tour vyhrál tři deblové turnaje. Na challengerech ATP a okruhu ITF získal šestnáct titulů ve čtyřhře.
Na žebříčku ATP byl ve dvouhře nejvýše klasifikován v září 2017 na 773. místě a ve čtyřhře v dubnu 2025 na 29. místě. Trénuje ho Scott Kintz.
Ve švédském daviscupovém týmu debutoval v roce 2019 stockholmským duelem I. skupiny zóny Evropy a Afriky proti Izraeli, v němž prohrál s Markusem Erikssonem čtyřhru. Švédi přesto zvítězili 3:1 na zápasy. Do září 2025 v soutěži nastoupil k třinácti mezistátnímu utkání s bilancí 0–0 ve dvouhře a 4–9 ve čtyřhře.

## Tenisová kariéra
V rámci událostí okruhu ITF debutoval v září 2011, když na turnaji v Uppsale dotovaném 10 tisíci dolary nastoupil do čtyřhry s krajanem Simonem Noreniem. Ve čtvrtfinále podlehli Britům Lewisi Burtonovi
a Jamesi Marsalkovi. První challenger vyhrál během října 2017 v kalifornském Tiburonu, když ve finále deblové soutěže s Francouzem Florianem Lakatem přehráli salvadorsko-mexickou dvojici Marcelo Arévalo a Miguel Ángel Reyes-Varela.
Na okruhu ATP Tour debutoval říjnovou čtyřhrou Stockholm Open 2018, do níž obdržel s Markusem Erikssonem divokou kartu. Na úvod je vyřadil australsko-švédský pár Matthew Ebden a Robert Lindstedt. Při čtvrté účasti na turnajích ATP se poprvé probojoval do finále. V páru s Indonésanem Christopher Rungkat ovládli závěrečné utkání čtyřhry Maharashtra Open 2020 v Puné, kde zdolali izraelsko-běloruské turnajové trojky Jonatana Erlicha s Andrejem Vasilevským. S Brazilcem Rafael Matos pak odešli poraženi z boje o titul na antukovém Belgrade Open 2021, kde porážku utržili od Erlicha s Vasilevským.
Debut v hlavní soutěži nejvyšší grandslamové kategorie zaznamenal v mužském deblu Wimbledonu 2021, do něhož zasáhl s Norem Casperem Ruudem. Na cestě do čtvrtfinále přešli přes deváté nasazené Kevina Krawietze s Horiou Tecăuem, než je mezi poslední osmičkou zastavili čtvrtí nasazení Marcel Granollers s Horaciem Zeballosem.

## Finále na okruhu ATP Tour

### Čtyřhra: 7 (3–4)
| Legenda                   |
| ------------------------- |
| Grand Slam (0)            |
| Turnaj mistrů (0)         |
| ATP Tour Masters 1000 (0) |
| ATP Tour 500 (1–0)        |
| ATP Tour 250 (2–4)        |

| Stav      | č. | datum         | turnaj                   | kategorie | povrch | spoluhráč           | soupeři ve finále                  | výsledek            |
| --------- | -- | ------------- | ------------------------ | --------- | ------ | ------------------- | ---------------------------------- | ------------------- |
| Vítěz     | 1. | únor 2020     | Puné, Indie              | ATP 250   | tvrdý  | Christopher Rungkat | Jonatan Erlich Andrej Vasilevskij  | 6–2, 3–6, [10–8]    |
| Finalista | 1. | květen 2021   | Bělehrad, Srbsko         | ATP 250   | antuka | Rafael Matos        | Jonatan Erlich Andrej Vasilevskij  | 4–6, 1–6            |
| Finalista | 2. | únor 2022     | Santiago de Chile, Chile | ATP 250   | antuka | Nathaniel Lammons   | Rafael Matos Felipe Meligeni Alves | 6–7(8–10), 6–7(3–7) |
| Finalista | 3. | duben 2022    | Cascais, Portugalsko     | ATP 250   | antuka | Máximo González     | Nuno Borges Francisco Cabral       | 2–6, 3–6            |
| Vítěz     | 2. | červenec 2024 | Newport, Spojené státy   | ATP 250   | tráva  | Sem Verbeek         | Robert Cash JJ Tracy               | 6–3, 6–4            |
| Finalista | 4. | červenec 2024 | Atlanta, Spojené státy   | ATP 250   | tvrdý  | Sem Verbeek         | Nathaniel Lammons Jackson Withrow  | 6–4, 4–6, [10–12]   |
| Vítěz     | 3. | duben 2025    | Mnichov, Německo         | ATP 500   | antuka | Sem Verbeek         | Kevin Krawietz Tim Pütz            | 6–4, 6–4            |

## Tituly na challengerech ATP a okruhu ITF

### Čtyřhra (16 titulů)
| Legenda          |
| ---------------- |
| Challengery (14) |
| ITF (2)          |

| Č.  | datum         | turnaj                   | povrch    | spoluhráč          | poražení finalisté                        | výsledek                   |
| --- | ------------- | ------------------------ | --------- | ------------------ | ----------------------------------------- | -------------------------- |
| 1.  | říjen 2017    | Tiburon, Spojené státy   | tvrdý     | Florian Lakat      | Marcelo Arévalo Miguel Ángel Reyes-Varela | 6–4, 6–4                   |
| 1.  | březen 2018   | Calabasas, Spojené státy | tvrdý     | Florian Lakat      | Bernardo Saraiva Sem Verbeek              | 6–2, 7–6(7–3)              |
| 2.  | duben 2018    | Memphis, Spojené státy   | tvrdý     | Florian Lakat      | Scott Griekspoor Yannick Mertens          | 2–6, 6–2, [10–7]           |
| 2.  | červenec 2018 | Tampere, Finsko          | antuka    | Markus Eriksson    | Ivan Gachov Alexandr Pavljučenkov         | 6–3, 3–6, [10–7]           |
| 3.  | únor 2019     | Cuernavaca, Mexiko       | tvrdý     | Marc-Andrea Hüsler | Gonzalo Escobar Luis David Martínez       | 6–3, 3–6, [11–9]           |
| 4.  | červenec 2019 | Granby, Kanada           | tvrdý     | Sem Verbeek        | Li Če Hugo Nys                            | 6–2, 6–4                   |
| 5.  | září 2019     | Cassis, Francie          | tvrdý     | Sem Verbeek        | Sander Arends David Pel                   | 7–6(8–6), 4–6, [11–9]      |
| 6   | leden 2021    | Istanbul, Turecko        | tvrdý (h) | David Pel          | Lloyd Glasspool Harri Heliövaara          | 4–6, 6–3, [10–8]           |
| 7.  | květen 2021   | Biella, Itálie           | antuka    | Nathaniel Lammons  | Rafael Matos Felipe Meligeni Alves        | 7–6(7–3), 6–3              |
| 8.  | srpen 2022    | Chicago, Spojené státy   | tvrdý     | Ben McLachlan      | Evan King Mitchell Krueger                | 6–4, 6–7(3–7), [10–5]      |
| 9.  | srpen 2022    | Vancouver, Kanada        | tvrdý     | Ben McLachlan      | Treat Conrad Huey John-Patrick Smith      | 6–7(4–7), 7–6(9–7), [11–9] |
| 10. | leden 2023    | Canberra, Austrálie      | tvrdý     | Ben McLachlan      | John-Patrick Smith Andrew Harris          | 6–3, 5–7, [10–5]           |
| 11. | únor 2023     | Monterrey, Mexiko        | tvrdý     | Ben McLachlan      | Luis David Martínez Cristian Rodríguez    | 6–3, 6–4                   |
| 12. | listopad 2023 | Drummondville, Kanada    | tvrdý (h) | Toby Samuel        | Liam Draxl Giles Husse                    | 6–7(2–7), 6–3, [10–8]      |
| 13. | listopad 2023 | Brasilia, Brazílie       | antuka    | Nicolás Barrientos | Marcelo Demoliner Rafael Matos            | 7–6(7–3), 4–6, [11–9]      |
| 14. | srpen 2024    | Lexington, Spojené státy | tvrdý     | Sem Verbeek        | Juta Šimizu James Trotter                 | 6–4, 6–3                   |